# 弗朗切斯科·孔代米
弗朗切斯科·孔代米（義大利語：Francesco Condemi，2003年12月23日—），意大利男子水球运动员。他曾代表意大利国家队参加2024年夏季奥林匹克运动会男子水球比赛，获得第七名。